# SES-18
SES-18 ist ein kommerzieller Kommunikationssatellit des Satellitenbetreibers SES S.A. mit Sitz in Luxemburg.

## Technische Daten
Im Juni 2020 bestellte der Satellitenbetreiber SES S.A. bei Northrop Grumman Space Systems zwei neue geostationäre Kommunikationssatelliten für die SES-Flotte. Northrop Grumman baute den Satelliten SES-18, genau wie seinen Schwestersatelliten SES-19, auf Basis ihres GEOStar-3-Satellitenbusses. Seine C-Band-Transponder-Nutzlast ermöglicht dem Satellitenbetreiber, einen Teil des C-Band-Spektrums freizugeben. Der freigegebene Teil wird durch Mobilfunkbetreiber in den Vereinigten Staaten für 5G-Dienste genutzt. Außerdem soll der Satellit über 120 Millionen Haushalte mit Satellitenfernsehen versorgen können. Er besitzt eine geplante Lebensdauer von mehr als 15 Jahren und wird durch zwei Solarmodule und Batterien mit Strom versorgt. Des Weiteren ist er dreiachsenstabilisiert und wiegt ca. 1,1 Tonnen.

## Missionsverlauf
Der Start des Satelliten erfolgte am 17. März 2023 (UTC) auf einer Falcon-9-Trägerrakete von der Cape Canaveral Space Force Station zusammen mit SES-19 direkt in eine nahezu geostationäre Umlaufbahn. Im Juni 2023 ging er auf der Position 103° West in Betrieb.